# 宝兴龙胆
宝兴龙胆（学名：Gentiana baoxingensis）为龙胆科龙胆属的植物，是中国的特有植物。分布在中国大陆的四川等地，生长于海拔4,000米的地区，一般生长在山坡草地，目前尚未由人工引种栽培。